# Песчаное (Костанайская область)
Песчаное (каз. Песчаный) — упразднённое село в Карабалыкском районе Костанайской области Казахстана. Входило в состав Бурлинского сельского округа. Исключено из учётных данных в 2017 г. Код КАТО — 395037200.

## География
Находилось примерно в 32 км к югу от районного центра, посёлка Карабалык.

## Население
В 1999 году население села составляло 145 человек (74 мужчины и 71 женщина). По данным переписи 2009 года, в селе проживал 41 человек (22 мужчины и 19 женщин).